# Carlo Cesi

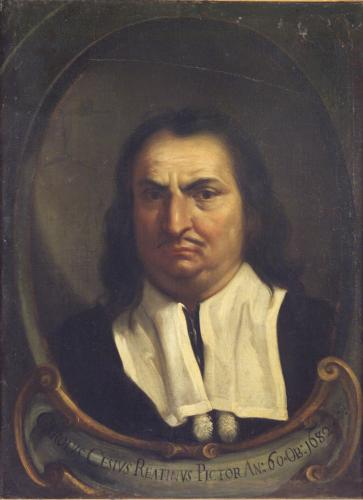
Carlo Cesi, Porträt in der Galleria der Accademia di San Luca

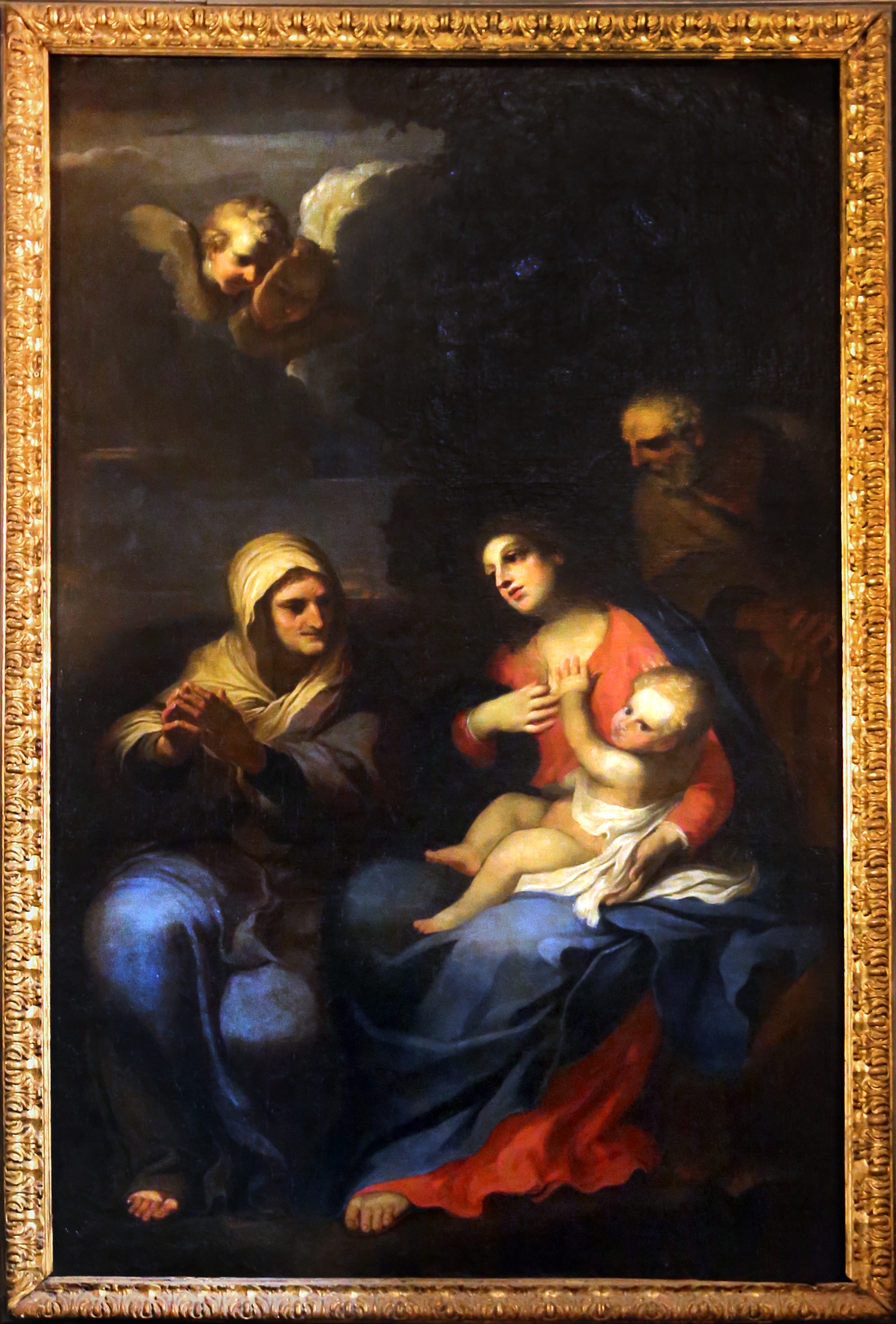
Carlo Cesi: Heilige Familie mit der Heiligen Anna, Rom, Santa Maria della Pace, Capella Cesi

Carlo Cesi oder Cesio (* 17. April 1622 in Antrodoco; † 6. Januar 1686 in Rieti) war ein italienischer Maler und Kupferstecher.

## Leben und Werk
Carlo Cesi wurde als Sohn des Pietro Cesi, welcher ursprünglich aus Todi stammte, in Antrodoco in der Provinz Rieti in Latium geboren. Im Jahr 1642 zog er nach Rieti, wo er sein Studium in Zeichnen und Malen begann. Anschließend ging er nach Rom, wo er sich Pietro da Cortona anschloss, der ihn später mit bedeutenden Persönlichkeiten dieser Zeit bekannt machte, darunter Königin Christine von Schweden und Kardinal Decio Azzolini der auch seine Aufnahme in die der Accademia di San Luca im Jahr 1651 unterstützte, die er 24 Jahre später leiten sollte.
Pascoli nennt zahlreiche Jugendwerke, die jedoch nicht mehr nachweisbar sind. Erhalten ist sein Fresko mit der Darstellung des salomonischen Urteils in der Galleria Alexander VII. (Sala degli Ambasciatori) im Quirinalspalast in Rom, das er 1657 ausführte. Um 1659 malte er die Bilder für den Hochaltar der heute nicht mehr bestehenden Kirche S. Dionigi alle Quattro Fontane, von denen sich ein Teil, eine Darstellung der Dreifaltigkeit, der Maria Immacolata und des Heiligen Dionysius, in der Académie de France in Rom erhalten haben. Um 1660 schuf er das Altarbild Heilige Familie mit der Heiligen Anna für die Capella Cesi in Santa Maria della Pace, vor 1663 das Altarbild Die mystische Vermählung der Heiligen Katharina für die Capella Cesi in Santa Maria Maggiore. 1661 malte er die Fresken im Palazzo Boncompagni Corcos Wahrscheinlich in den frühen 1670er Jahren malte er die Maria mit Kind und den Heiligen Carlo Borromeo und Filippo Neri für die Chiesa di Re Magi im Palazzo di Propaganda Fide.
Bekannt ist Cesi jedoch vor allem als Reproduktionsstecher. Er stach mehrere Radierungsfolgen nach Deckenmalereien des barocken Roms:
- 1657: 44 Blätter nach den Fresken in der Galleria Farnese von Annibale Carracci[2]
- 1661: 8 Blätter nach den Fresken in der Galleria des Palazzo Doria-Pamphili von Pietro da Cortona[3]
- undatiert, vor 1677: 9 Blätter nach den Fresken von Giovanni Lanfranco in der Capella Bongiovanni in Sant’Agostino
- 1680: 8 Blätter nach den Kuppelfresken von Giovanni Lanfranco in Sant’Andrea della Valle[4]
- undatiert: 10 Blätter nach Darstellungen von Putten von Guido Reni im Palazzo Mazarino (heute Palazzo Pallavicini Rospigliosi)[5]

Die Existenz zahlreicher Zustände und Nachstiche zeugt von der Popularität dieser Folgen.
Als Anerkennung wurde Carlo Cesi bis 1670 zum Camerlengo dell’Arte dei pittori und 1675 zum Leiter (Principe) der Accademia di San Luca ernannt.
Cesi widmet dem Unterricht und theoretischen Reflexionen viel Zeit, wie sein Buch Cognizione dei muscoli del corpo umano per uso del disegno (Erkennung der Muskeln des menschlichen Körpers für die Verwendung beim Zeichnen) (Rom 1679) bezeugt.
1685 zog er sich schließlich nach Rieti zurück, wo er ein Jahr später starb.

## Weitere Werke
- Antrodoco, Museo Civico: "Miracolo di un Santo domenicano"
- Ariccia, Palazzo Chigi: Porträt des Kardinals Fabio Chigi[7]
- Rieti, Museo Civico:[8]
  - Christi Himmelfahrt mit den Heiligen Johannes dem Täufer, Bischof Martin, Sebastian und Bernhard, Pflanzenfarben auf Leinwand (1679/80)
  - Verkündigung mit Aposteln, Pflanzenfarben auf Leinwand (1679/80)